# Pál Titkos
Pál Titkos, auch Pál Titschka, (* 8. Jänner 1908 in Kelenvölgy, Österreich-Ungarn; † 8. Oktober 1988 in Budapest, Ungarn) war ein ungarischer Fußballspieler und -trainer, der in den 1930er Jahren zweimal mit dem Hungária FC ungarischer Meister und mit der Nationalmannschaft 1938 Vizeweltmeister wurde.

## Vereinskarriere
Der großgewachsene Linksaußen begann seine Laufbahn beim I. Kerület SE, von wo er 1926 nach Einführung des Profifußballs in Ungarn zum Erstligisten Budai 33 wechselte. Obwohl die Ofner in den folgenden Jahren stets um den Klassenerhalt kämpfen mussten, behauptete sich der technisch versierte und beidbeinig starke Stürmer in der Liga und erhielt 1929 ein Angebot des Hungária FC.
Dort etablierte er sich in einer Sturmreihe, in der auch die Nationalspieler Ferenc Hirzer und Jenő Kalmár standen und feierte 1932 mit dem Cupsieg seinen ersten Titel. In der Meisterschaft reichte es aber lange Zeit nur für Plätze zwischen zwei und vier und so dauerte es bis zur Saison 1935/36, ehe die Blau-Weißen unter der Führung des Trainers Alfréd Schaffer einen Meistertitel holten. Titkos’ Sturmpartner zu dieser Zeit waren unter anderem Ferenc Sas und Wudi Müller. Schon im nächsten Jahr folgte der zweite Meistertitel und Titkos wurde am Ende der Saison zum Spieler des Jahres gewählt.
Nachdem die Hungária 1940 vom Horthy-Regime aufgelöst worden war, war Titkos während der Kriegsjahre beim Kispesti AC und bei Vasas aktiv, ehe er seine Karriere beendete.

## Nationalmannschaft
Schon zu seiner Zeit bei Budai lief Titkos erstmals für Ungarn auf, als man im Februar 1929 den Franzosen in Paris mit 0:3 unterlag. Er wurde rasch zu einer festen Größe auf der linken Flügelposition des Nationalteams, kam aber fallweise auch als Rechtsaußen zum Einsatz. Sein erstes Tor erzielte er 1930 bei einem 3:1-Sieg gegen Österreich.
Nachdem Titkos 1934 nicht dem Aufgebot der Ungarn bei der Weltmeisterschaft angehört hatte, war er vier Jahre später Teil der Mannschaft, die unter Alfréd Schaffer Vizeweltmeister wurde. Nachdem er in der Qualifikation zweimal beim 11:1 gegen Griechenland erfolgreich war, musste er bei der Endrunde in den beiden ersten Spielen zunächst zusehen, als Vilmos Kohut den Platz am linken Flügel einnahm. Im Halbfinale gegen Schweden kam er in die Mannschaft, welche mit einem 5:1-Erfolg das Finale erreichte. Dort gelang ihm nach acht Minuten, die frühe Führung der Italiener auszugleichen, schlussendlich konnten sich letztere aber mit 4:2 durchsetzen. Kurz nach der Weltmeisterschaft beendete Titkos nach 48 Spielen und zwölf Toren seine Laufbahn im Nationalteam.

## Trainerkarriere
In der Saison 1946/47 betreute Titkos den wiedergegründeten MTK. Während der Zeit der Aranycsapat in den 1950er Jahren war Titkos Generalsekretär des Ungarischen Fußballverbandes. Von 1956 bis 1959 betreute er die ägyptische Nationalmannschaft, die er zum Sieg beim Afrika-Cup 1959 führte. Danach war er bis 1962 Trainer des Salgótarjáni BTC. In den 1970er Jahren war er wieder für den ungarischen Verband tätig.

## Erfolge
- Vizeweltmeister: 1938
- 1× Afrikacupsieger: 1959 (Trainer)
- 2× Ungarischer Meister: 1935/36, 1936/37
- 1× Ungarischer Pokalsieger: 1931/32
- 48 Spiele und zwölf Tore für die ungarische Fußballnationalmannschaft: 1929–1938